# The Project Hate MCMXCIX
The Project Hate MCMXCIX är ett svenskt death metal-band, grundat av Lord K. Philipson i Örebro 1999. De har släppt fjorton studioalbum och en liveskiva, och har under åren använt en mängd med musiker på sina verk. Sångaren Jörgen Sandström är vid sidan av Philipson den enda medlem som varit med hela tiden. Bandet blandar death metal med andra stilar, och utmärker sig genom blandningen av mörka growl och kvinnosång. De spelar inte live, men har gjort det tidigare, och släppte då livealbumet Killing Helsinki. Beslutet att sluta spela live togs 2003 i och med att Philipson ville ta musiken till en nivå där framträdanden aldrig skulle göra materialet rättvisa.

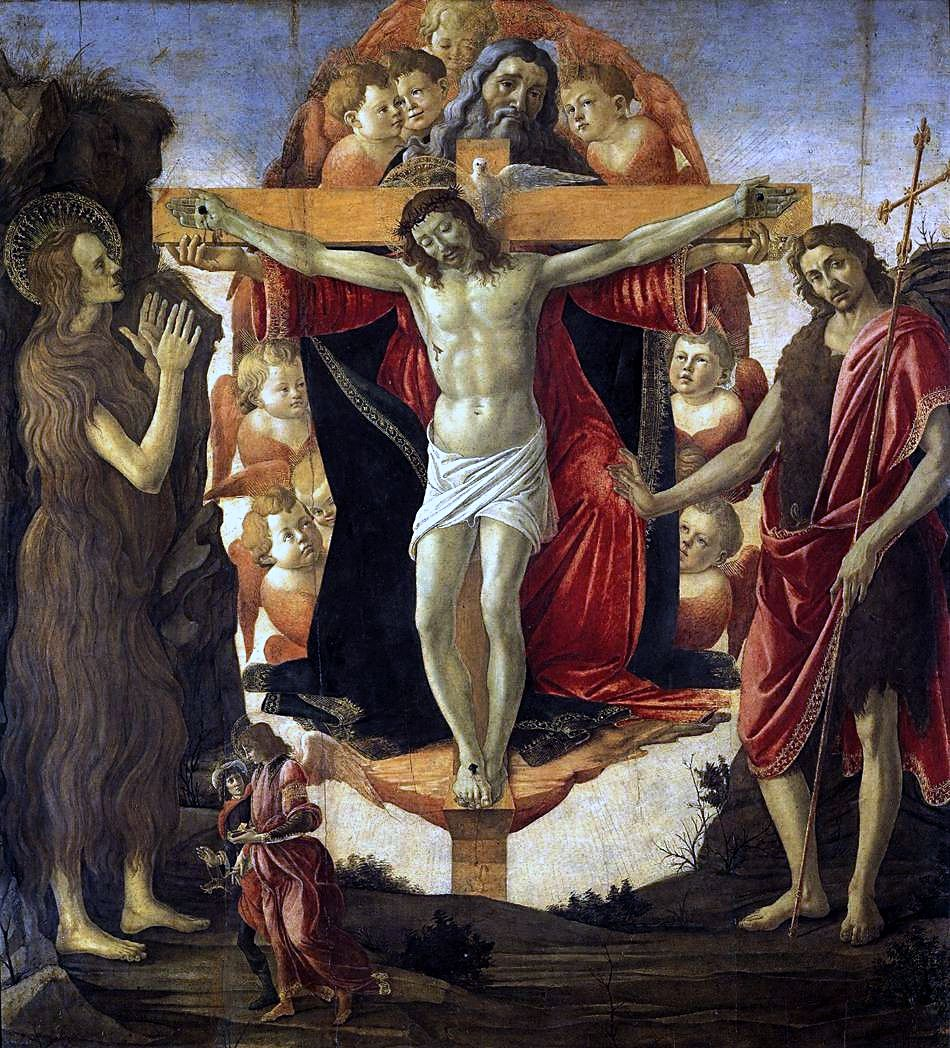
The Project Hate MCMXCIX använder mycket kristen symbolik i sina texter.

## Historia
The Project Hate MCMXCIX bildades i Örebro 1999 efter att bandledaren Lord K. Philipson (Leukemia, House of Usher, Lame, God Among Insects, Torture Division) och Jörgen Sandström (Entombed, Grave, Vicious Art, Krux, Torture Division) pratat om att göra någonting ihop i flera år. Tidigare samma år hade Lord K. Philipson spelat in Initiation of Blasphemy med sitt dåvarande project Deadmarch med bland annat Mia Ståhl som sjunger på de 2 första The Project Hate MCMXCIX-skivorna, men Deadmarch-skivan släpptes inte förrän 11 år senare. På grund av missnöje med bandmedlemmars färdigheter under den skivinspelningen löste han senare upp bandet och startade istället The Project Hate MCMXCIX. Vintern 1998 spelade de in sin enda demo med Dan Swanö och Philipson som producenter och L.G. Petrov (Entombed) på bakgrundssång.
Genom åren och alla turer med olika skivbolag fram t.o.m. 2013 tröttnade Philipson på den delen av branschen och tog således saken i egna händer, vilket resulterade i att efterföljande skivor släppts i limiterad digipak-upplaga, samt digitalt, på egna etiketten Mouth Of Belial Productions. Fansen har gjort detta möjligt genom donationer för att kunna finansiera inspelningarna. Först ut var "The Cadaverous Retaliation Agenda" (2013), vilket blev sångerskan Ruby Roques sista album då hon byttes ut mot Ellinor Asp på de efterföljande alstren "There Is No Earth I Will Leave Unscorched" (2015), "Of Chaos And Carnal Pleasures" (2017) och "Death Ritual Covenant" (2018). Dessutom har gitarristen Lasse Johansson (Candlemass) bidragit med majoriteten av alla solon som hörs på skivorna sedan 2015 års "There Is No Earth I Will Leave Unscorched".
The Project Hate MCMXCIX är inte längre ett "band", och har inte varit det på många år, i ordets bemärkelse utan istället en musikalisk vision av Philipson där många gästartister bjuds in för att göra visionen komplett. Vilka som medverkat på respektive skiva finns detaljerat beskrivet på den officiella hemsidan.

## Medlemmar
Nuvarande medverkande
- Lord K Philipson (Kentha Philipson) – gitarr, basgitarr, keyboard, programmering, sång (1999 – )
- Jörgen Sandström – sång (1999 – )
- Ellinor Asp – sång (2014 – )
- Dirk Verbeuren – trummor (2014 – )

Tidigare medlemmar
- Mia Ståhl – sång (1999–2002)
- Jo Enckell - sång (2002–2010)
- Ruby Roque – sång (2010–2013)
- Petter S. Freed – gitarr (2002–2008)
- Anders Bertilsson – gitarr (2009–2011)
- Michael Håkansson – bas (2005–2010)
- Daniel "Mojjo" Moilanen – trummor (2006–2007)
- Thomas Ohlsson – trummor (2009–2010)
- Tobben Gustafsson - trummor (2010–2013)

Gästartister

- Morgan Lundin – sång
- L.G Petrov – sång
- Emperor Magus Caligula – sång
- Rickard Alriksson – sång
- Gustaf Jorde – sång
- Jonas Granvik – sång
- Morten Hansen – sång
- Linus Ekström – sång
- Peter Andersson – sång
- Anders Eriksson – sång
- Lars Levin – sång
- Tobbe Sillman – sång
- Jocke Widfeldt – sång
- Matti Mäkelä – sång
- Peter Stjärnvind – sång
- Jonas Torndal – sång
- Anders Schultz – sång
- Björn Åkesson – sång
- Matte Borg – sång
- Robban Eriksson – sång
- Tommy Dahlström – sång
- Tyra Sandström – sång
- Robert Lundin – sång
- Jo Bench - prat
- Leif Edling – prat
- Martin van Drunen – sång
- Christian Älvestam – sång
- Johan Hegg – sång
- Peter Dolving – sång
- Erik Rundqvist – sång
- Lawrence Mackrory – sång
- Richard Sjunnesson – sång
- Ross Dolan – sång
- Lawrence Mackrory - sång
- Johan Längquist - sång
- Boudewijn Bonebakker – gitarrsolon
- Sebastian Reichl – gitarr och keyboardsolon
- Mike Wead – gitarrsolon
- Pär Fransson – gitarrsolon
- Henry Pyykkö – gitarrsolon
- Lasse Johansson – gitarrsolon
- Magnus Söderman – gitarrsolon
- Danny Tunker – gitarrsolon
- Henrik Danhage – gitarrsolon
- Fredrik Folkare - gitarrsolon

## Diskografi
Demo
- 1999: 1999 Demo

Studioalbum
- 2000:  Cybersonic Superchrist
- 2001:  When We Are Done, Your Flesh Will Be Ours
- 2003:  Hate, Dominate, Congregate, Eliminate
- 2005:  Deadmarch: Initiation of Blasphemy
- 2005:  Armageddon March Eternal (Symphonies of Slit Wrists)
- 2007:  In Hora Mortis Nostræ
- 2009:  The Lustrate Process
- 2011:  Bleeding the New Apocalypse (Cum Victriciis In Manibus Armis)
- 2013:  The Cadaverous Retaliation Agenda
- 2015:  There Is No Earth I Will Leave Unscorched
- 2017: Of Chaos And Carnal Pleasures
- 2018: Death Ritual Covenant
- 2020: Purgatory
- 2023: Abominations of the Ageless

Livealbum
- 2003:  Killing Helsinki

Singlar
- 2007:  "The Innocence of the Three-Faced Saviour"